# Keulenkrieg
Der sogenannte Keulenkrieg (finn. nuijasota, schwed. klubbekrig, en. cudgel war) bezeichnet einen Bauernaufstand in Finnland, der von 1596 bis 1597 dauerte. Der Aufstand war der Höhepunkt einer langen Auseinandersetzung zwischen dem Adel und den Bauern; die Bezeichnung Keulenkrieg bezieht sich auf die Waffen der Bauern. 

## Vorgeschichte und Verlauf

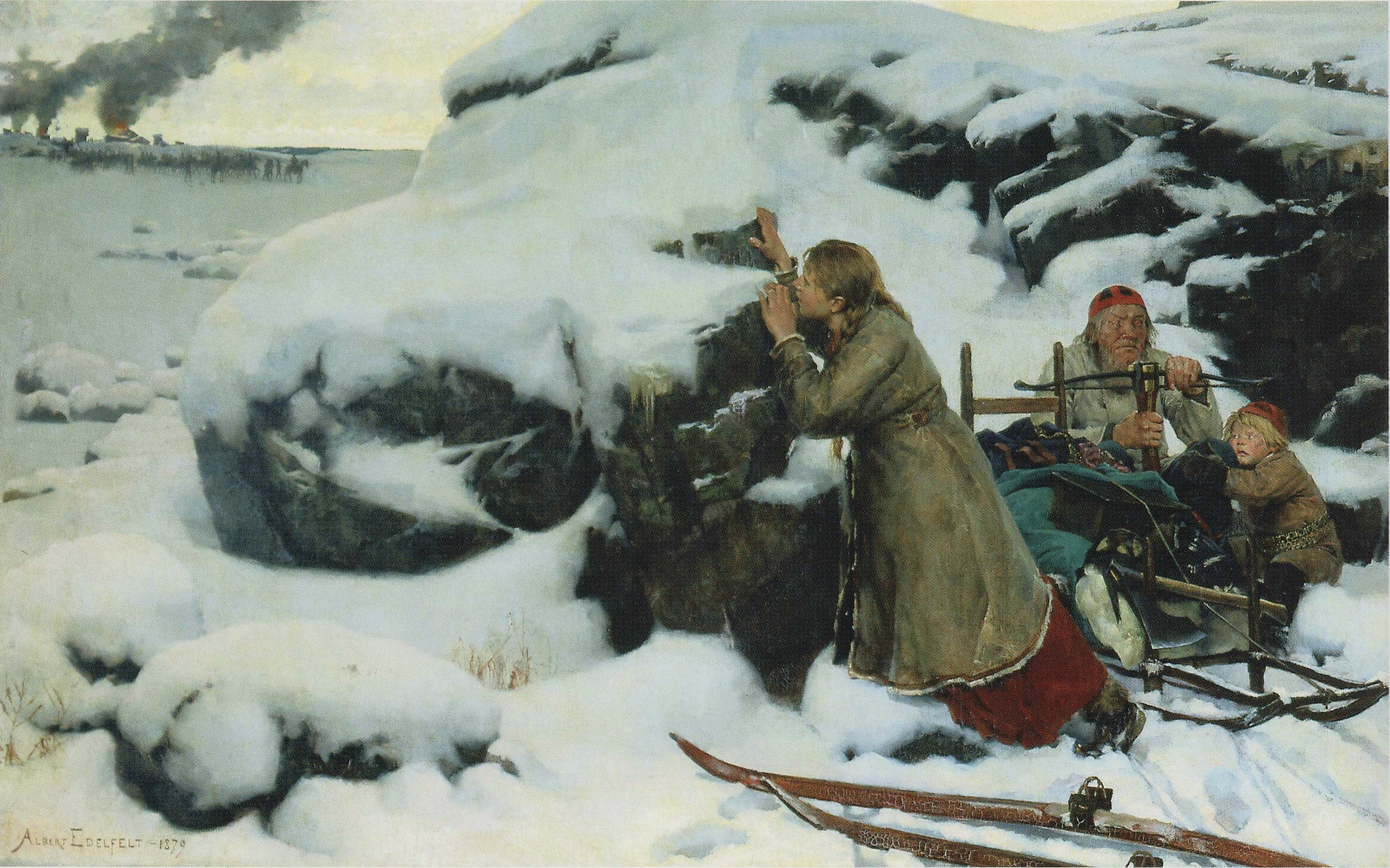
Das verbrannte Dorf (Brända byn (scen från Klubbekrifet 1596)) von Albert Edelfelt

Finnland gehörte damals zum Königreich Schweden. Zum Zeitpunkt des Aufstandes litten die finnischen Bauern unter ständig wachsenden Steuern und den Auswirkungen des 25 Jahre dauernden Krieges zwischen Schweden und Russland. Ihre Lage wurde dadurch verschärft, dass sie während des Krieges den Soldaten Unterkunft und Verpflegung gewähren mussten. Diese Verpflichtung blieb auch nach Kriegsende (1595) bestehen. 
Eine weitere Rolle spielte der Machtkampf zwischen dem Admiral Clas Eriksson Fleming (finn. Klaus Fleming) und Schwedens Regenten Herzog Karl (später Karl IX). 
Clas Eriksson Fleming unterstützte den abgesetzten König Sigismund III. Wasa. Fleming hielt die Armee nach Kriegsende in Bereitschaft, da er Russland weiterhin für eine Bedrohung hielt.
Als sich Vertreter der Bauern an Herzog Karl wandten, um gegen ihre Lage zu protestieren, forderte er sie auf, sich gegen die Soldaten zur Wehr zu setzen. Herzog Karl versprach sich davon eine Schwächung Flemings. 
Im Zuge des Aufstandes töteten die Bauern vor allem in Pohjanmaa zahlreiche Soldaten und plünderten Rittergüter, wurden jedoch von Flemings Truppen vernichtend geschlagen.